# Ingrid Persdotter

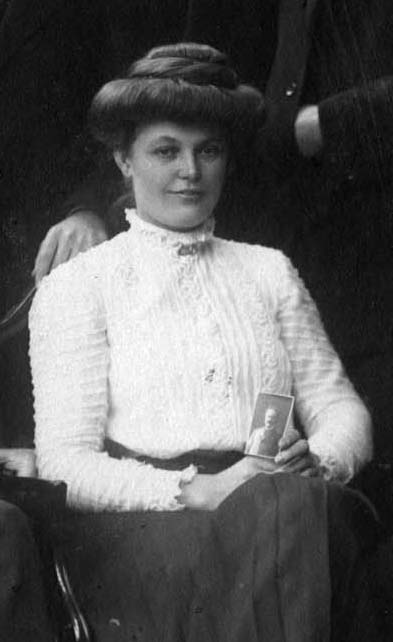
Ingrid Persdotter. Detalj ur gruppfotografi från 1907.

Ingrid Persdotter (senare delen av 1800-talet till första halvan av 1900-talet), var en välkänd servitris på studentcaféet Tua på Akademiska Föreningen (AF) i Lund och senare på Grand Hotel.
Ingrid Persdotter kom till Tua 1904, enligt uppgift med orden "ja, här ser jäkligt ut, men här kommer jag att trivas."[källa behövs] När AF:s krögare, och därmed även caféet, fyra år senare gick i konkurs ropade Ingrid och ett antal av hennes stamgäster på den efterföljande auktionen in så mycket av bohaget att de kunde fortsätta cafédriften i egen regi. År 1909 tvangs dock även denna verksamhet upphöra eftersom AF-borgen skulle renoveras.
I detta läge värvade krögaren på Grand Hotel, Moje Björkman, Ingrid till hotellets nyöppnade bakficka Gambrinus. Detta var taktiskt, eftersom med Ingrid följde en stor del av hennes akademiska stamgäster till det tidigare mer borgerligt dominerade hotellet.
På Grand blev Ingrid kvar till 1922 varefter hon gav sig av på en längre resa till Italien. 1930 var hon dock tillbaka i Sverige och öppnade en egen restaurang i Malmö, kallad Falken. Hennes levnadsöden därefter är okända.
Ingrid Persdotters verksamhet i Lund sammanföll med något av en intellektuell och litterär guldålder i Lunds studentliv där Tua utgjorde en viktig mötesplats. Ingrid har därför kommit att figurera i åtskilliga samtida dikter, noveller, teckningar och minnesbilder. Som den uppenbart kraftfulla kvinna hon var har hon kallats "allenarådande"[källa behövs] och "Tuas junoniska drottning"[källa behövs], regerande med "mild men fast spira"[källa behövs]. 
Författaren Harald Wägner skrev om henne att:

Hela Lund känner Ingrid. Hon är Du och bror med ett icke ringa antal högt aktade medlemmar av universitetets consistorium majus - och med de flesta medlemmar i studentkåren.[källa behövs]
I en tid då det kvinnliga inslaget i den akademiska världen ännu var försvinnande litet kan Ingrid ha framstått som något av en modersgestalt för studenterna, och det är omvittnat att hon gärna ställde upp för dem ekonomiskt genom att skriva på växlar eller till och med ge lån ur caféets handkassa.